# Algar das Bocas do Fogo
O Algar das Bocas do Fogo é uma gruta portuguesa localizada na freguesia de Santo Amaro, concelho de Velas, ilha de São Jorge, arquipélago dos Açores.
Esta cavidade apresenta uma geomorfologia de origem vulcânica em forma de algar dotado de cone vulcânico e cratera vulcânica.
Este acidente geológico apresenta uma profundidade de 120 m. por um comprimento de 55,3 m.

## Espécies observáveis[2]
- Tritegeus bisulcatus Acari-Oribatei Cepheidae
- Damaeus pomboi Acari-Oribatei Damaeidae
- Euzetes globula Acari-Oribatei Euzetidae
- Galumna sp. (n sp.) Acari-Oribatei Galumnidae
- Acrogalumna longiplumus Acari-Oribatei Galumnidae
- Liacarus alatus Acari-Oribatei Liacaridae
- Liacarus mucronatus Acari-Oribatei Liacaridae
- Nanhermannia nanus Acari-Oribatei Nanhermanniidae
- Oribatella quadricornuta Acari-Oribatei Orbatellidae
- Lithobius pilicornis Chilopoda Lithobiidae
- Trechus jorgensis Coleoptera Carabidae
- Cryptophagus saginatus Coleoptera Cryptophagidae
- Aloconota sulcifrons Coleoptera Staphylinidae
- Atheta (s. str.) acuicollis Coleoptera Staphylinidae
- Disparrhopalites patrizii Collembola Arrhopalitidae
- Pseudosinella azorica Collembola Entomobryidae
- Heteromurus major Collembola Entomobryidae
- Lepidocyrtus curvicollis Collembola Entomobryidae
- Ceratophysella denticulata Collembola Hypogastruridae
- Xenylla maritima Collembola Hypogastruridae
- Isotoma maritima meridionalis Collembola Isotomidae
- Neelus murinus Collembola Neelidae
- Allacma fusca Collembola Sminthuridae
- Tomocerus minor Collembola Tomoceridae